# オポールアヤム
オポールアヤム（Opor ayam）は、鶏肉をココナッツミルクで調理した中部ジャワ発祥のインドネシア料理である。スパイス混合物（ブンブー）には、ガランガル、レモングラス、シナモン、タマリンドジュース、パームシュガー、コリアンダー、クミン、キャンドルナッツ、ニンニク、エシャロット、コショウが含まれている。オポールアヤムは、レバランやイド・アル＝フィトルの人気のある料理でもあり、通常、ケトゥパット、サンバルゴレンアティ（サンバルで和えた牛レバー）と一緒に食べられる。 
オポールアヤムはインドネシアのほぼすべての地域で広く知られている料理である。オポールアヤムはレモングラス、ケンカールなどのさまざまなスパイスが加えられた濃厚なココナッツミルクで調味されたゆで鶏肉である。ジャワの伝統では、通常レバランのお祝いに、卵とサンバルで揚げた牛のレバーを添えたケトゥパトを作る。